# Modellbau

Miniatur, Modell eines historischen Hafenschleppers.

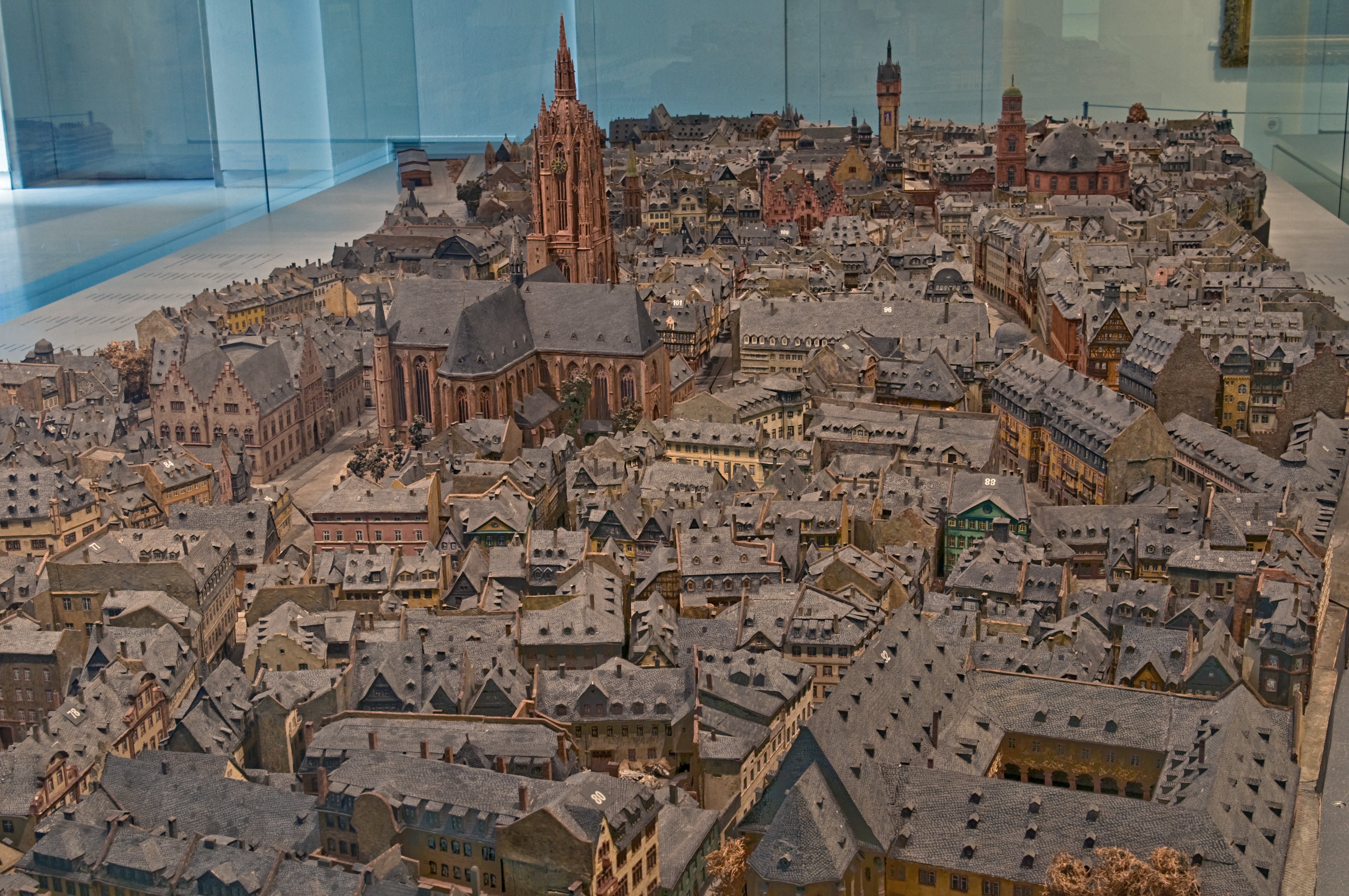
Treuners Altstadtmodell der Frankfurter Altstadt vor ihrer Zerstörung: Detailgetreu im Zustand um 1926 dargestellt.

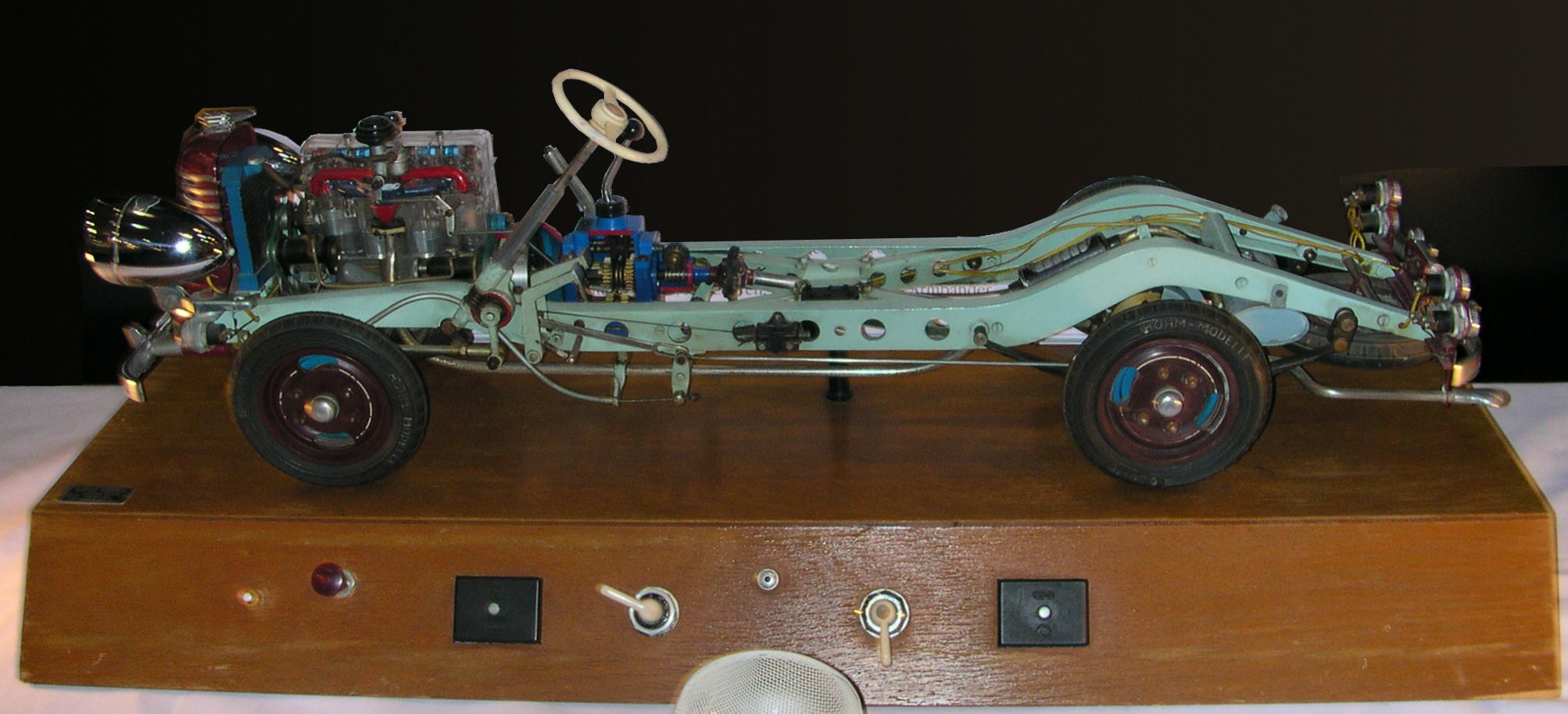
Fahrschulmodell als Anschauungsobjekt

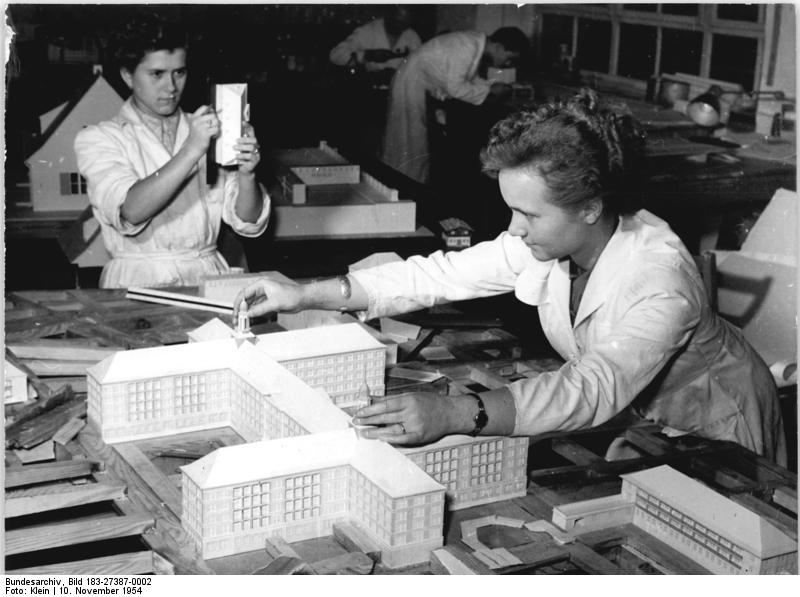
Architekturmodell des Krankenhaus Saalfeld als Umsetzung von Bauplänen im Ministerium für Aufbau der DDR

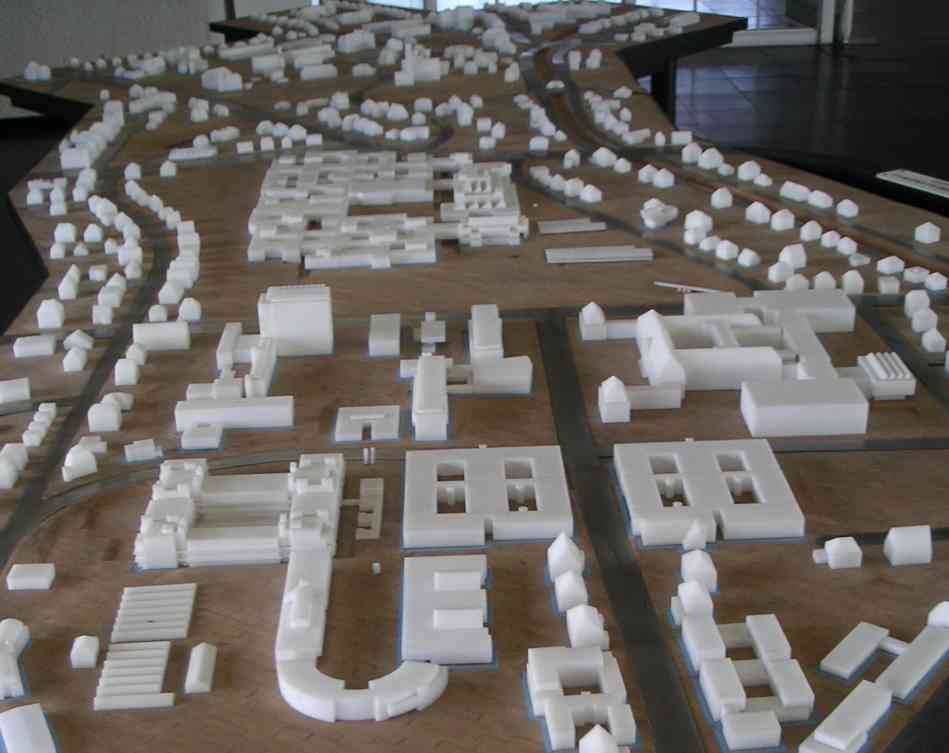
Stadtplanerisches Modell eines Universitätscampus aus Holz und Polystyrol (FU Berlin)

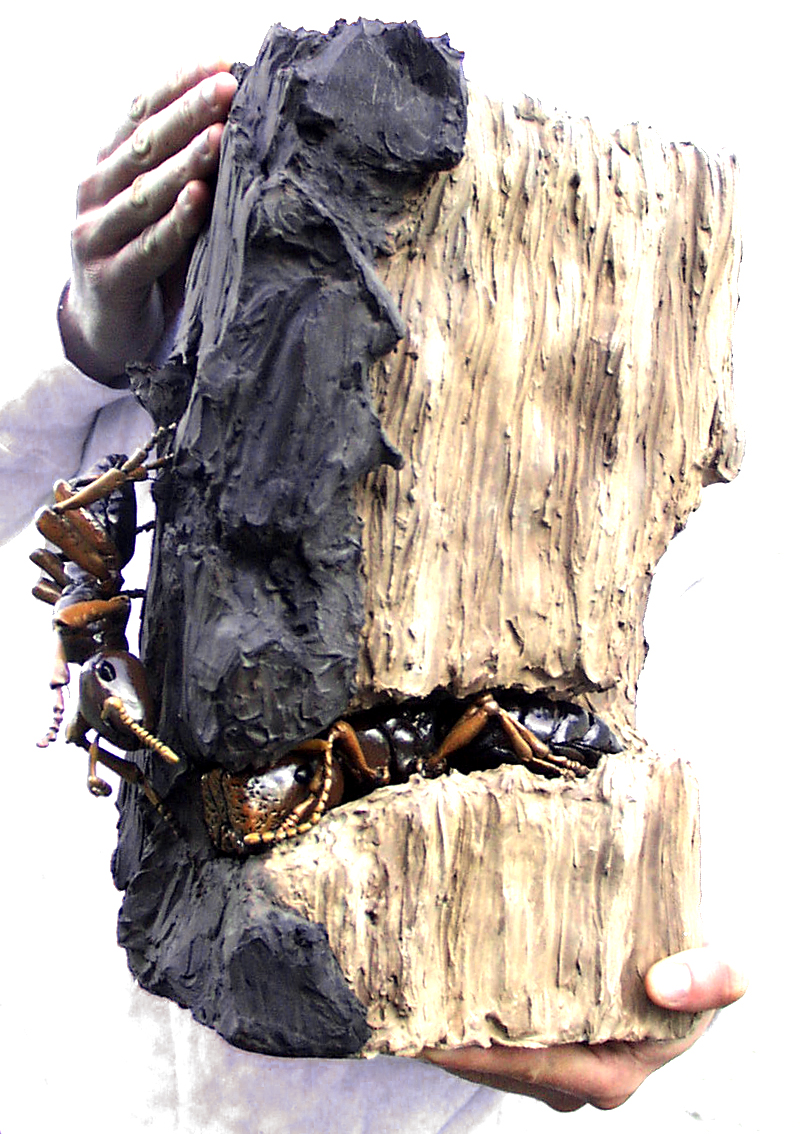
Modell von Stöpselkopfameisen am Eingang ihres Nestes in einem stark vergrößernden Maßstab

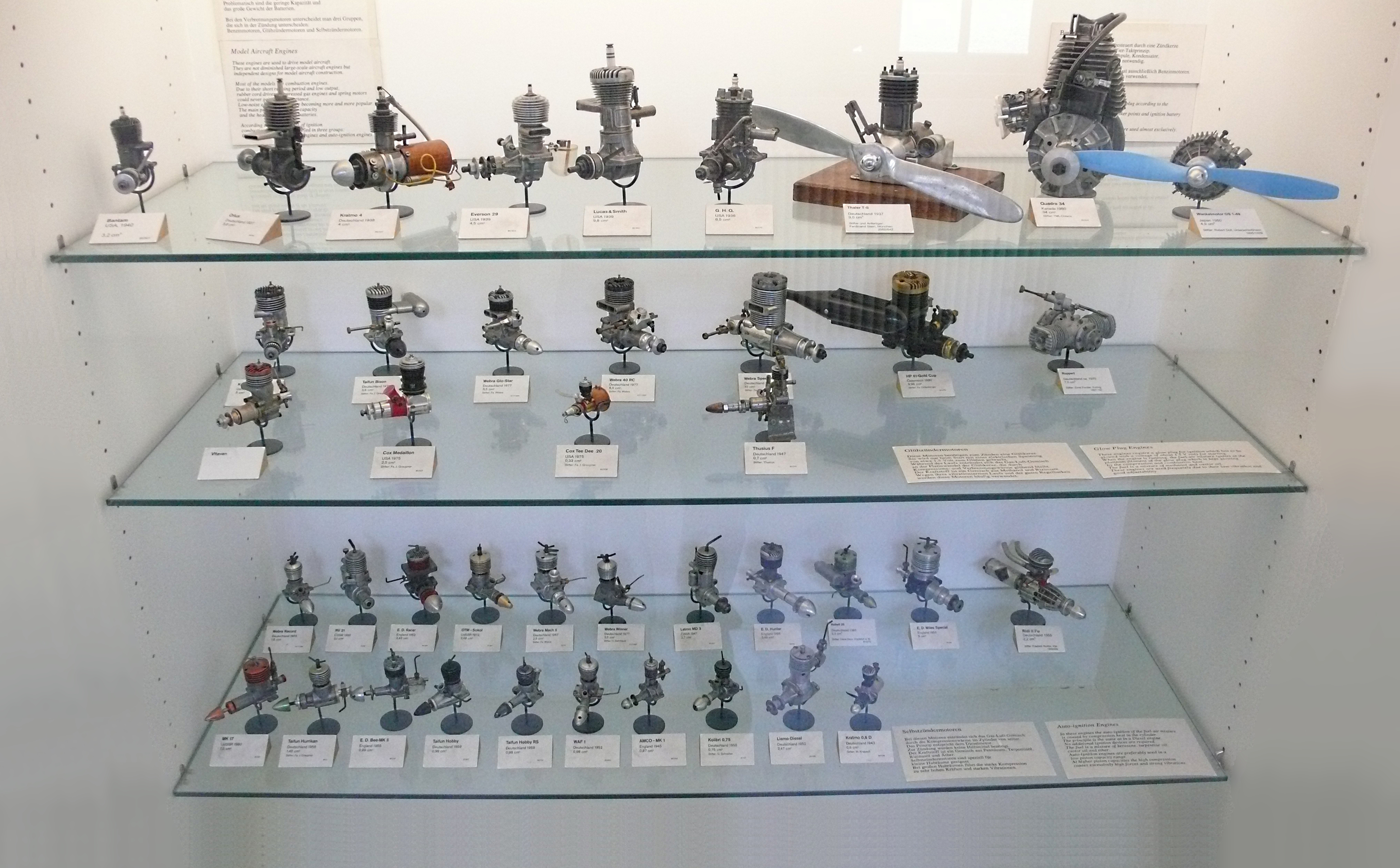
Sammlung von Modell-Motoren in der Flugwerft Schleißheim

Als Modellbau bezeichnet man die Herstellung von konkreten, dreidimensionalen, physischen Objekten und Dioramen oder Modellanlagen. Dies können vereinfachte, verkleinerte (seltener vergrößerte) Nachbildungen von realen oder geplanten Objekten oder Bereichen sein.
Hiervon zu unterscheiden ist der Modellbau für Gießereien, ein Spezialgebiet des Modellbaues für industrielle Zwecke.
Die Nutzung dieser Objekte ist in Bereichen von Designstudien, Architekturmodellbau, Museumspädagogik und -ausstattung, Miniaturszenenbildern für  Fotomontagen, oder Filmaufnahmen, Anschauungsobjekten oder Funktionsmodellen im Bildungs- oder Privatbereich oder bei technischen Vorlagen bekannt.
Scharfe Grenzen vom professionellen Modellbau, über Hobbymodellbau bis zu Buddelschiffen oder Kinder-Basteleien, können nicht gezogen werden, da auch manche Hobbymodellbauer detailgetreue Nachbildungen von Objekten herstellen können. Im professionellen Bereich werden gelegentlich künstlerische Freiräume genutzt oder rudimentäre Modelle erstellt.
Teilweise brauchen technische Modellbauer diese Werke als Vorlage (Urmodell oder Prototyp) für die Fertigung von Negativ- oder Gussformen (siehe: Modellbau für Gießereien).

## Modellbau als Nachbildung und Projektentwurf

### Allgemeines
Wichtig für die Qualität eines Modells, das dem Betrachter helfen soll, die modellierte Wirklichkeit zu verstehen, ist die Maßstabstreue. Als Maßstab bezeichnet man das Verhältnis der Größe des Modells zur Größe des Originals.
Welcher Maßstab benutzt wird, hängt vom Anwendungsbereich und dem Zweck des Modells ab. Bei Modellbauanlagen spielt auch die Größe der zur Verfügung stehenden Ausstellungsflächen und (bei Indoor-Anlagen) die Raumhöhe eine Rolle. In der Regel sind größere Modelle detailreicher gestaltet als kleinere. Beim Modellbau können alle möglichen Materialien verwendet werden, abhängig vom Anwendungsbereich, dem Zweck des Modells und den für die Herstellung verfügbaren finanziellen Mitteln. Für die meisten Anwendungen werden relativ preiswerte Materialien verwendet, die einfach zu verarbeiten sind.

### Herstellung von Einzelmodellen und von großflächigen Modellanlagen
Hersteller von Nachbildungen, Projektentwürfen und größeren Anlagen
- kopieren und verkleinern reale noch existierende Gegenstände des täglichen Lebens bzw. solche Gegenstände, die früher existiert haben (gelegentlich werden Objekte auch vergrößert, s. o. das Ameisenmodell);
- illustrieren mit Hilfe dreidimensionaler Modelle fiktive Werke oder
- lassen ihrer Phantasie freien Lauf (z. B. beim Bau der Stadt Knuffingen im Miniatur Wunderland in Hamburg).

Die Modelle werden entweder aus Original-Materialien, aus Ersatzmaterialien (Plastikmodellbau, Kartonmodellbau) oder aus industriell vorgefertigten Bauteilen (z. B. aus Kunststoff, Pappe, Holz, CFK, GFK, Glasfaser, Balsaholz) hergestellt. Als Beispiele seien Modellmotoren, Modellfahrzeuge, Schiffs-, Flugzeugmodelle, Modellraketen, Modelleisenbahnen, Gebäudemodelle und Tiermodelle genannt.
Unterscheiden kann man zwischen (z. T. ferngesteuerten) Funktionsmodellen, aber auch dem Unterbringen verschiedener Sonderfunktionen, oder Standmodellen, bei denen in der Regel ein möglichst hoher Grad an Realismus angestrebt wird. Eine besondere Kategorie der Standmodelle ist der Figurenmodellbau. Oft werden Figuren und Modelle auch in Dioramen bis hin zu modularem Modelleisenbahnbau und großflächigen Anlagen eingebettet.

#### Spezielle Herstellungsverfahren
- Stereolithographie
- Selektives Lasersintern
- Multi Jet Modeling

### Wettkämpfe
Bei den ferngesteuerten Modellen werden sportliche Wettkämpfe in einer Reihe von Disziplinen ausgetragen. Dazu gehören RC-Cars, das Modell Truck Trial, eine Untersparte des LKW-Modellbaus; Modellflugzeuge und -hubschrauber starten auf Modellflugtagen. Gewertet wird beispielsweise der möglichst genaue Durchflug definierter Geopositionen, wobei ein akkurater Modellbau essentiell ist. Im Plastikmodellbau gibt es Wettbewerbe, bei denen die originalgetreue Wiedergabe bewertet wird. Bei Schiffsmodell-Veranstaltungen werden einerseits Rennen gefahren, andererseits die Menge an Sonderfunktionen eines Schiffes oder die Detailtreue bewertet. Es gibt auch Rennserien für Modellschiffe, wie z. B. die ECO-IDC. Die Veranstaltungen werden meist von Modellbauvereinen organisiert.

### Ausstellungen

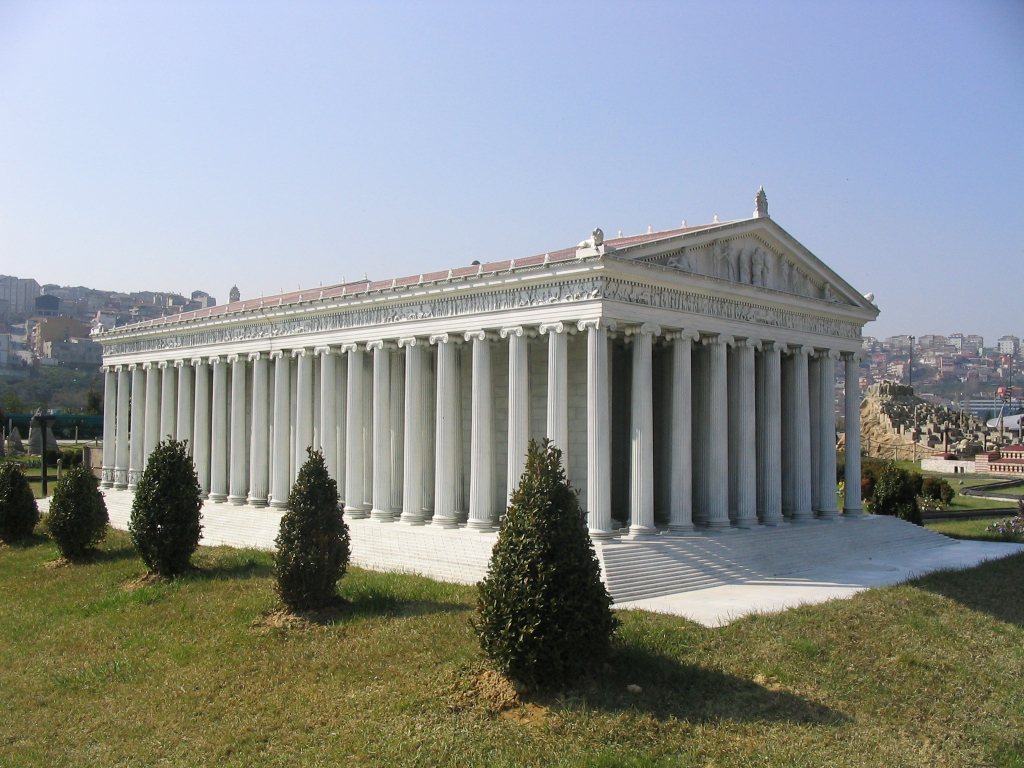
Der Tempel der Artemis in Ephesos als Miniaturmodell in einer kommerziell betriebenen Outdoor-Modellbauanlage (Miniatürk)

- Die größte Modellbau-Messe Österreichs findet jährlich Ende Oktober in der Messe Wien statt.[2]
- Der größte Miniaturmodellpark ist der Miniatürk-Park in der türkischen Stadt Istanbul auf der europäischen Seite im Stadtteil Beyoğlu. Mit einer Fläche von sechs Hektar gehört er zu den größten der Welt.
- Sehr bekannt ist Minimundus, der Modellgebäudepark am Wörthersee.

### Wissenschaftlicher Modellbau

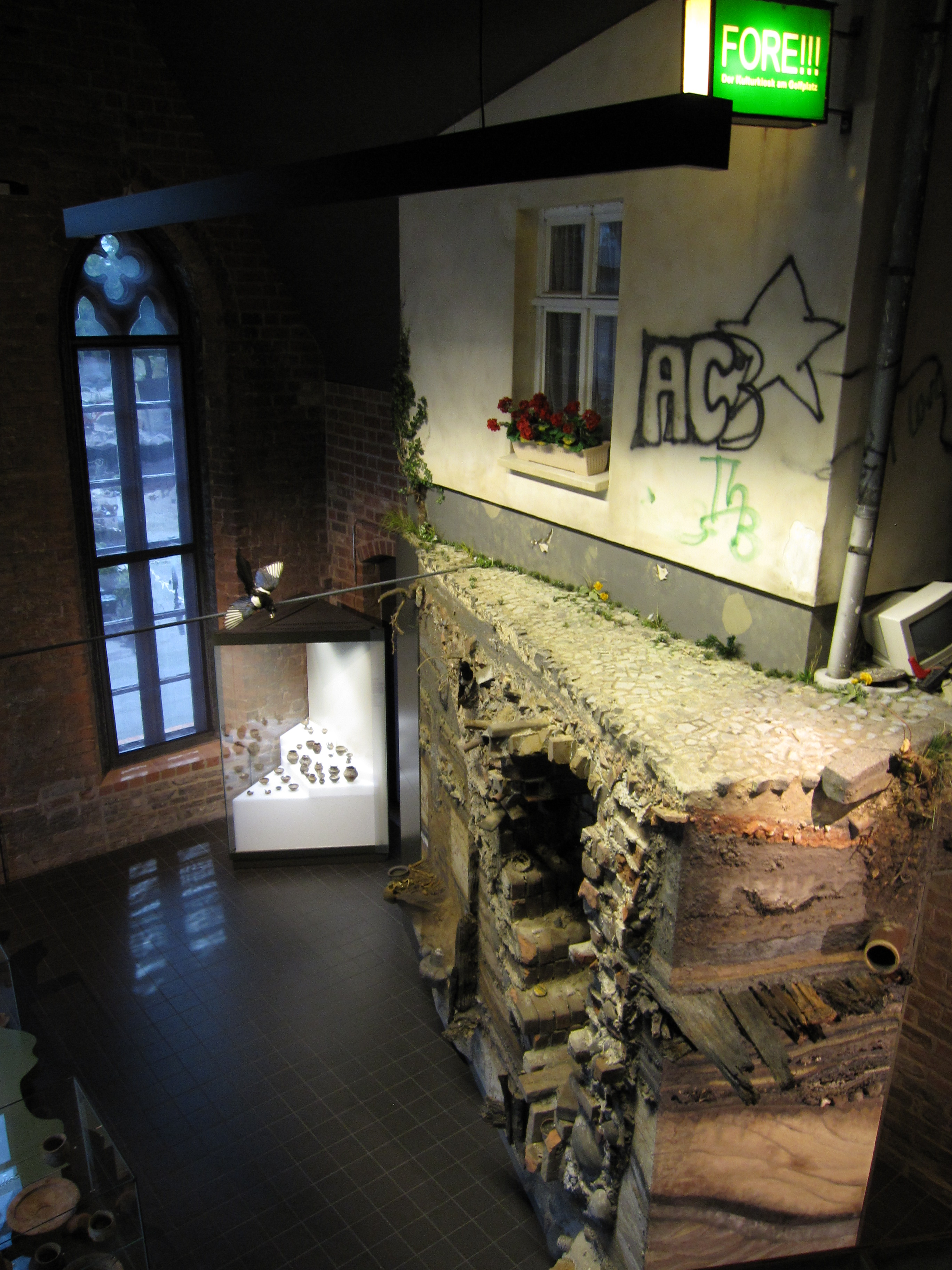
Ein stratigraphisches Großdiorama zeigt einen archäologischen Grabungsschnitt

An Universitäten oder großen Museen werden unterschiedlichste Modellbautechniken eingesetzt, um dem Betrachter das Verständnis sonst schwer verständlicher Zusammenhänge oder Funktionsmechanismen zu erleichtern. Das dreidimensionale Objekt ist für den Betrachter zudem immer einfacher zu begreifen als eine zweidimensionale Abbildung oder ein digitales Modell. Die Bandbreite der angewandten Maßstäbe reicht von Verkleinerungen über Modelle in Originalgröße (Maßstab 1 : 1) bis hin zu Vergrößerungen. An die getreue Wiedergabe des Originals im Modell werden hierbei außerordentliche Anforderungen gestellt. Der Rezeptionsvorgang wird dabei ähnlich erleichtert wie beim Unterschied zwischen einer „exakten“ Fotografie und einer wissenschaftlichen Zeichnung in der Anatomie.
In vielen Bereichen ermöglicht erst ein Modell eine realistische „lebendige“ Darstellung, da z. B. Weichtiere wie Quallen oder Tintenfische an Land ihre ursprüngliche Form verlieren und dem Betrachter nicht mehr dasselbe Aussehen bieten, das man vom lebenden Objekt her kennt.
Grundlagen für die Arbeit eines wissenschaftlichen Modellbauers sind Fotos, Rastermikroskopaufnahmen, Präparate und das Studium lebender Tiere. Der Einsatz unterschiedlichster Materialien, wie Glas bei den im 19. Jahrhundert tätigen Blaschkas, oder moderner Kunststoffe z. B. Modelliermassen, PU-Schäumen und Kunstharzlaminaten, ermöglicht es, sehr hochwertige Modelle (in der Regel Einzelstücke) anzufertigen. Die Spezialisten in diesem Bereich besitzen umfangreiches Wissen aus den unterschiedlichsten Fachrichtungen der Wissenschaft sowie bildhauerische Fähigkeiten und fertigen in monatelanger Arbeit originalgetreue Modelle an.

Entstehung eines Tintenfischmodells (Sepia officinalis).
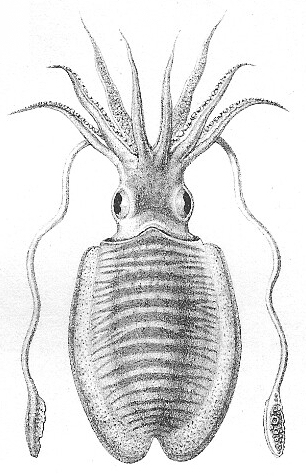
Herklots 1859 I 1 Sepia officinalis – Tier
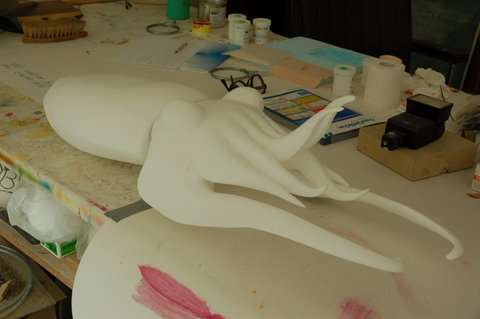
Sepia-Hans Dappen-Rohmodell
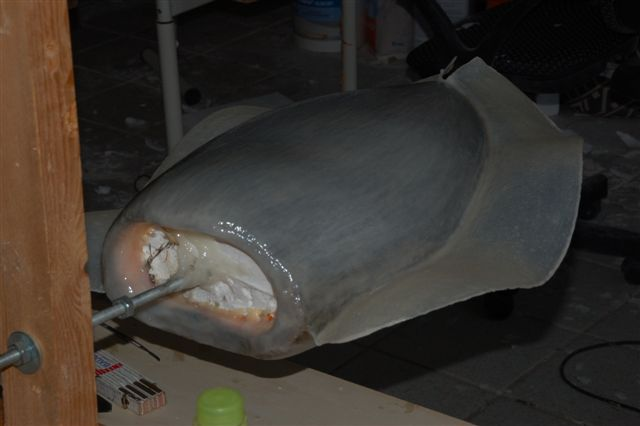
Sepia Hans-Dappen Aufbau
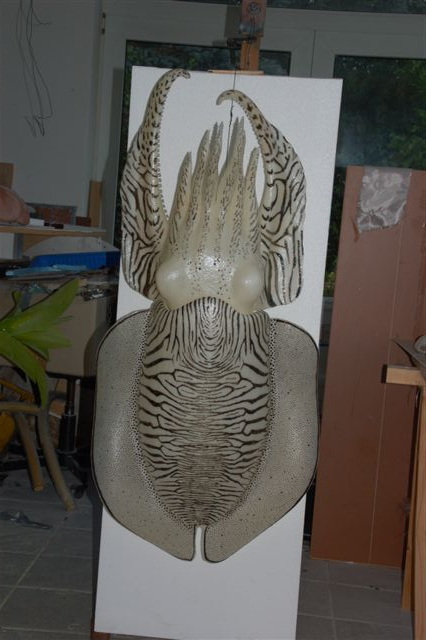
Sepia Hans-Dappen Farbgebung
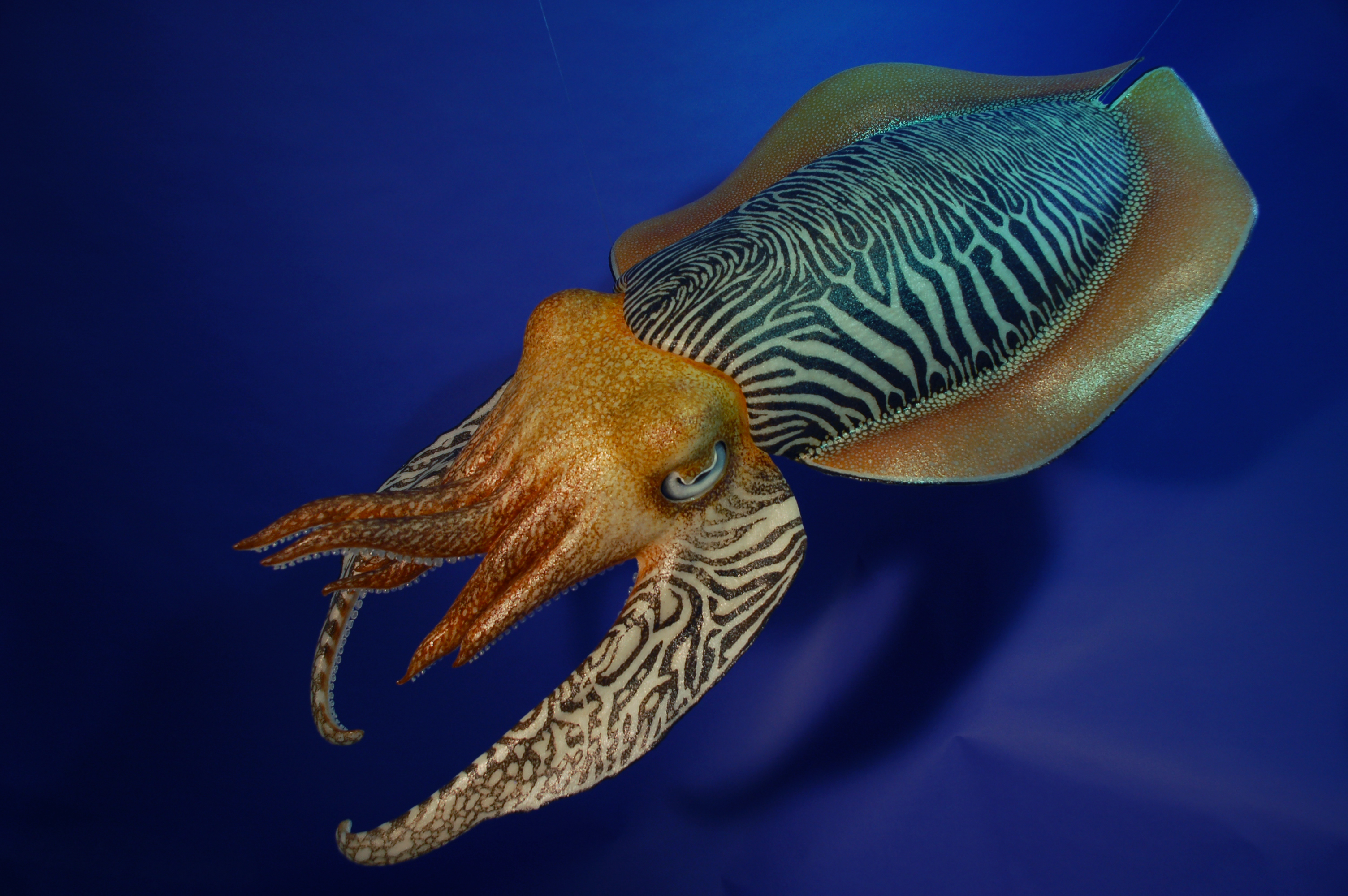
Sepia officinalis Modell

### Experimentaler Modellbau

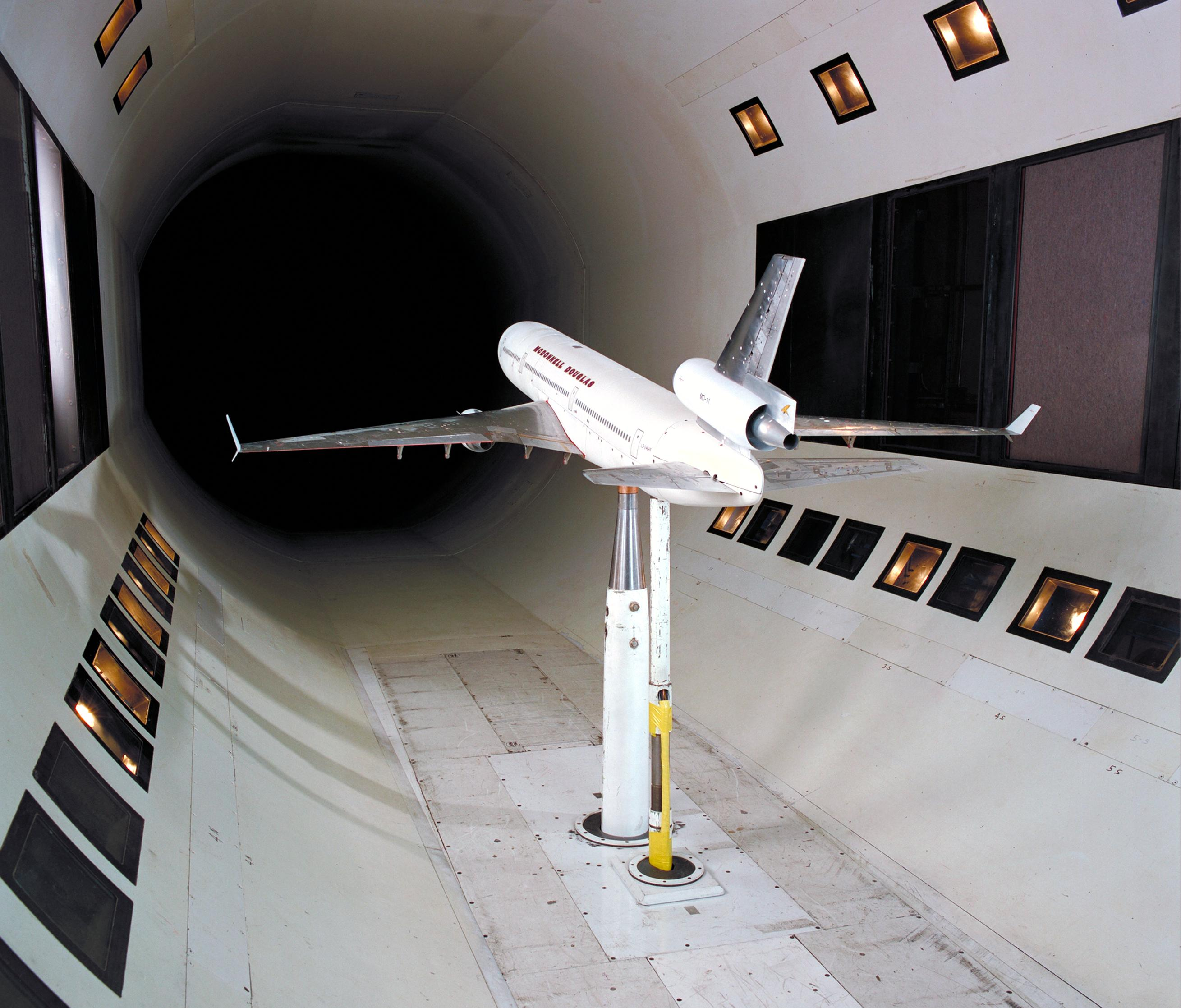
Modell eines Flugzeugs im Windkanal

Modelle können helfen, Eigenschaften des modellierten Objektes experimentell zu erfassen. Das Modell ist meist einfacher (günstiger) herzustellen als ein Original und enthält die notwendige Genauigkeit für das Experiment. Häufige Anwendung sind Modelle für die Strömungsuntersuchung im Windkanal oder Schlepptank.
Auch für Gewässer werden Modelle gebaut. In Dornbirn wird 2019–2022 für das Wasserbauprojekt „Rhesi – Rhein Erholung und Sicherheit“ von der Internationalen Rheinregulierung (IRR) geforscht.

## Modellbau für Gießereien

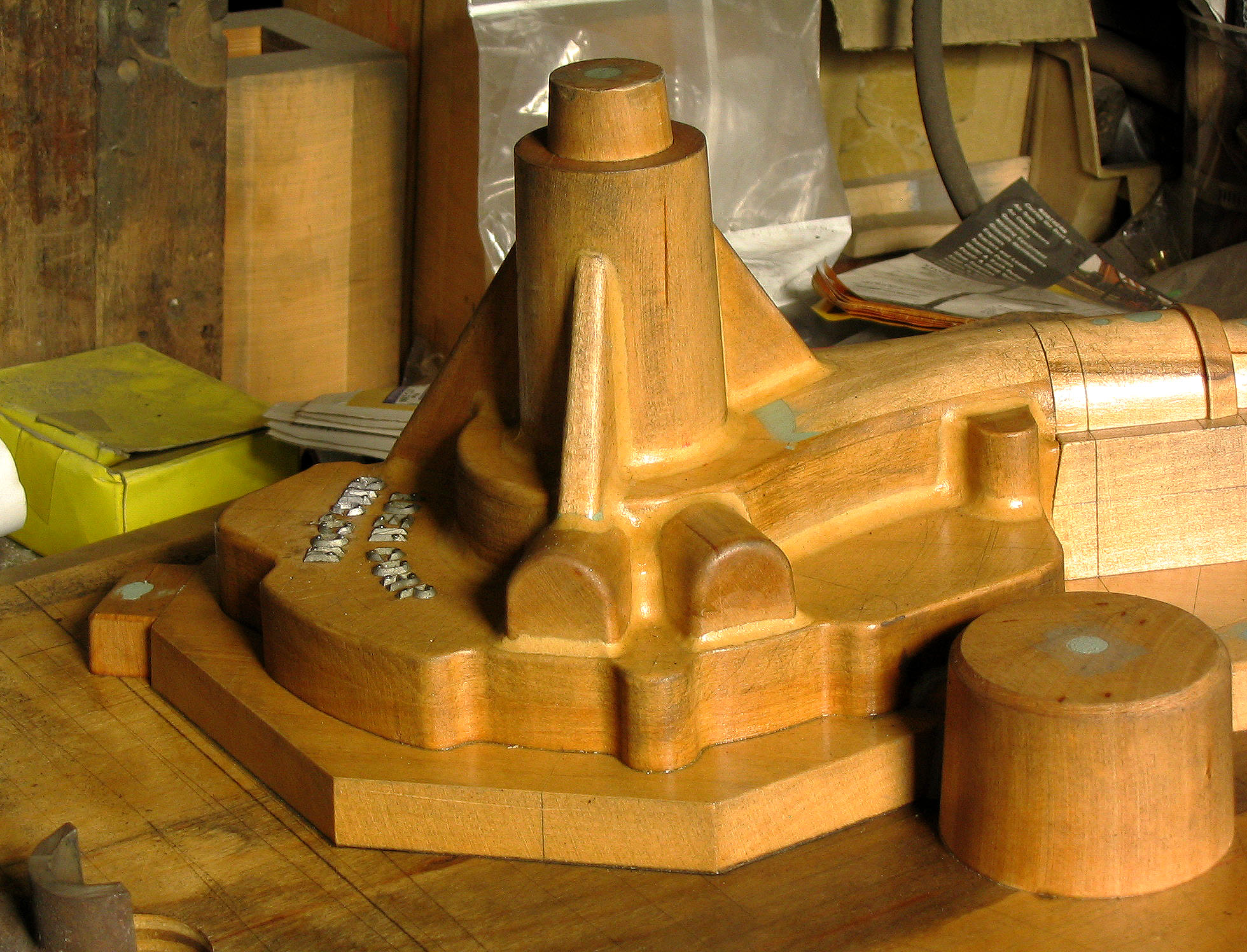
Holzmodell als Vorlage des zu fertigenden Gussstückes

In der Gießerei und der metallverarbeitenden Industrie werden Modelle für die Erstellung von Gussformen benötigt, deren Herstellung Modellbau (Formenbau) genannt wird. Als Vorlage für das spätere Gussprodukt haben sie immer, abhängig vom Werkstoff des Fertigproduktes (Metalllegierung), ein Aufmaß, d. h. einen Zuschlag zum Fertigmaß auf das zu erzielende Gussprodukt, um dem Schwinden beim Erkalten Rechnung zu tragen. Maßgebend sind dabei die Parameter Materialschwund beim Erkalten, Materialverbrauch und leichte Entnehmbarkeit aus der Form (Formschräge). Das Schwindmaß in Prozent ist abhängig vom jeweiligen Gießwerkstoff (z. B. Stahlguss, Gusseisen, Aluminium, Bronze, Rotguss, Messing).

Diese Arbeit wird:
- vom Metallmodellbauer (Modellschlosser, alte Bezeichnung) werden Dauermodelle aus Aluminium, auch aus Bronze oder Grauguss angefertigt, wenn Abgüsse in großen Stückzahlen erforderlich sind und die Gießformen auf Formmaschinen hergestellt werden.
- vom Modelltischler ausgeführt[4] und als Modellwerkstoff wird Holz oder auch Kunststoff verwendet, wenn eine geringe Anzahl oder große Einzelstücke an Abgüssen gefordert ist.
- vom Modelleur ausgeführt und als Werkstoff wird Modellgips verwendet, wenn Ausgangswerkstücke (Urmodelle) für Metallmodelle benötigt werden. bzw. für künstlerische Einzelabgüsse.

Bis 2009 wurden in Deutschland die Kenntnisse im Ausbildungsberuf Modellbaumechaniker der Metallindustrie oder im Ausbildungsberuf Modellbauer Fachrichtung Produktionstechnik im Handwerk vermittelt. Der Ausbildungsberuf ist seit dem 1. August 2009 neu geordnet und heißt Technischer Modellbauer. Es gibt die Fachrichtungen Anschauung, Gießerei sowie Karosserie und Produktion.

## Publikationen
- ModellFan
- Modelist-Konstruktor
- Modellbau heute